# Kloster Chiaravalle Milanese
Das Kloster Chiaravalle Milanese (lateinisch Sanctæ Mariæ Clarævallis Mediolanensis), auch Santa Maria di Rovegnano, ist eine Zisterzienserabtei in der Lombardei (Italien). Es liegt heute auf dem Land, nahe dem Dorf Chiaravalle im Gemeindegebiet von Mailand zwischen den Stadtvierteln Vigentino und Rogoredo, innerhalb des Parco agricolo Sud Milano.

## Geschichte

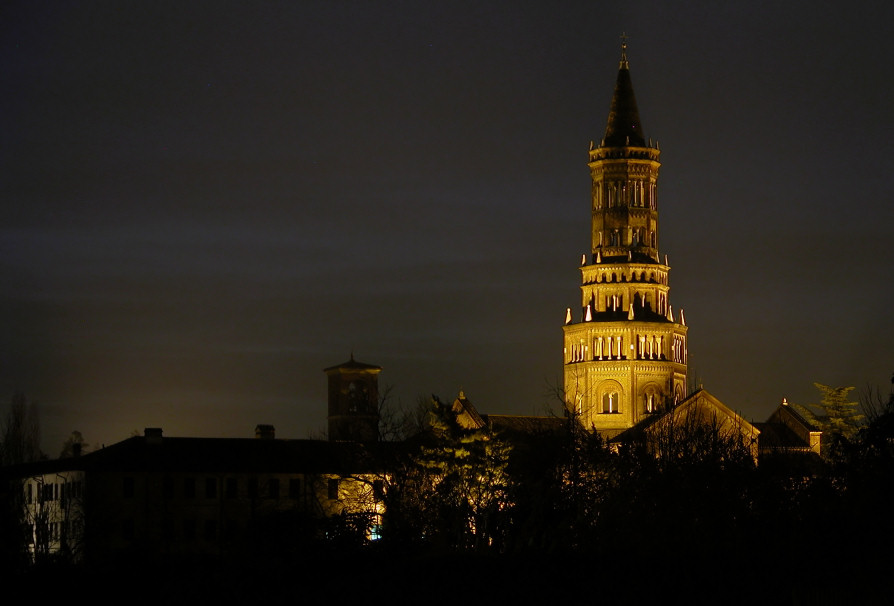
Die Abtei von der nahegelegenen Eisenbahnlinie aus

Das Kloster wurde 1135 als unmittelbares Tochterkloster der Primarabtei Clairvaux (nach anderen Angaben allerdings von Cîteaux) wohl von Bernhard von Clairvaux selbst gegründet. Motiv war vermutlich die Stärkung der Position des Papstes Innozenz II. gegen den Gegenpapst Anaklet II. 1138 wird es erstmals als Abtei genannt. Aufgrund bedeutender Stiftungen aus Mailand entwickelte sich das Kloster schnell zur bedeutendsten Zisterzienserniederlassung in Oberitalien. Ihm wurden bald unterstellt oder von ihm gegründet die Klöster Cerreto, Chiaravalle di Fiastra und Follina. 1236 wurde ihm auch das Kloster Capolago unterstellt. Die Kirche, mit deren Bau zwischen 1150 und 1160 begonnen wurde, wurde 1221 geweiht. 1443 wurde die Abtei in Kommende gegeben. Kommendataräbte waren unter anderem die späteren Päpste Julius II. und Clemens VII. 1494 wurde Chiaravalle Milanese mit San Ambrogio in Mailand organisatorisch vereinigt. 1497 schloss es sich der italienischen Zisterzienserkongregation an. In der Renaissancezeit wurde es von zahlreichen Künstlern, darunter Bernardino Luini und Fiammenghini, ausgeschmückt. 1798 wurde die Abtei durch die Cisalpinische Republik aufgehoben, jedoch wurde 1952 wieder ein Zisterzienserpriorat eingerichtet und am 16. September 2017 Stefano Zanolini als Abt eingesetzt. Ein Teil der Anlage, darunter der von Donato Bramante stammende große Kreuzgang sowie der Bereich der Novizen, wurde beim Bau der Eisenbahn Mailand–Genua 1860 abgebrochen. 1894 wurde die Anlage von der Mailänder Denkmalschutzbehörde erworben. Seither werden Restaurierungsarbeiten durchgeführt.

## Anlage und Bauten

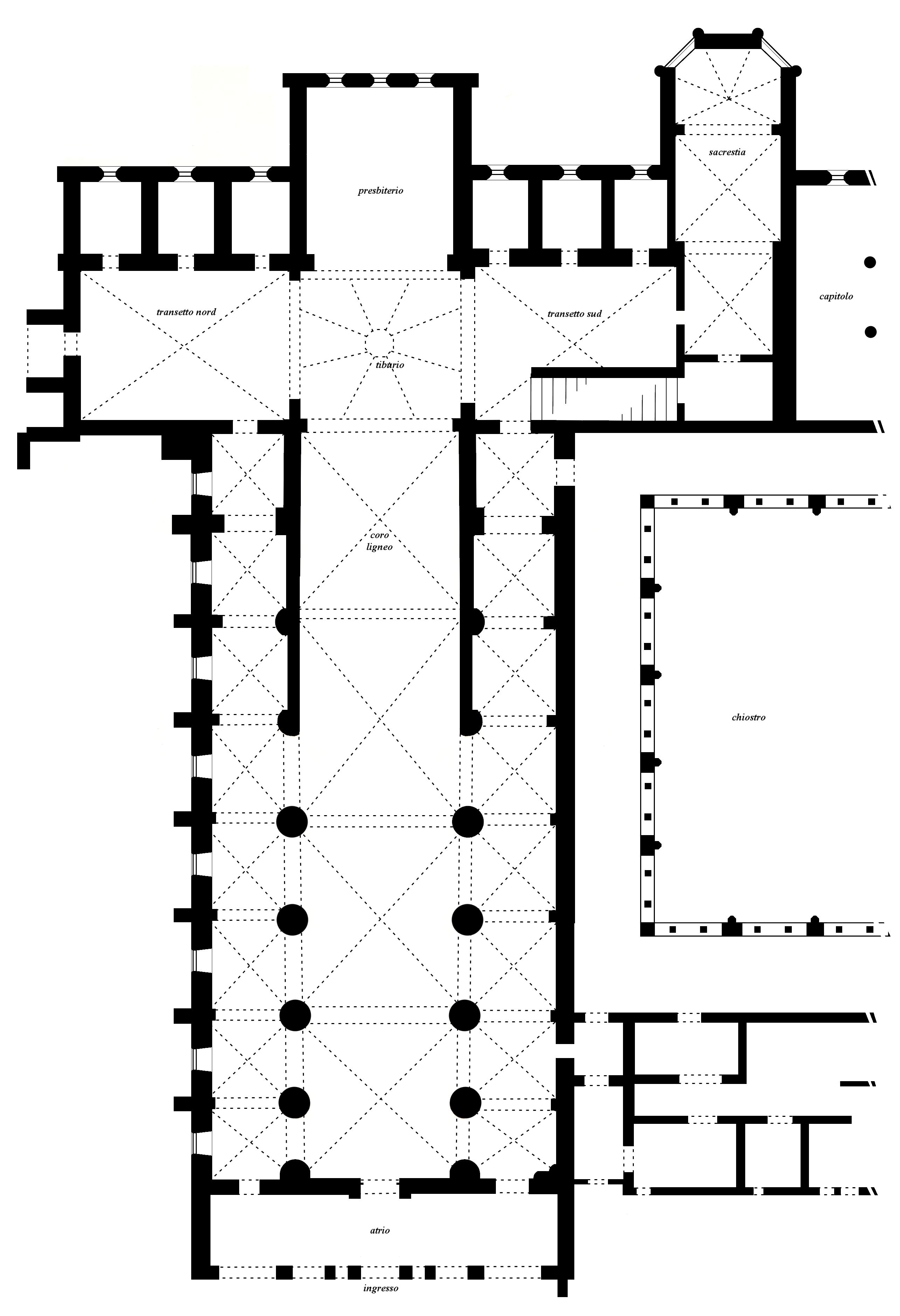
Grundriss der Klosterkirche

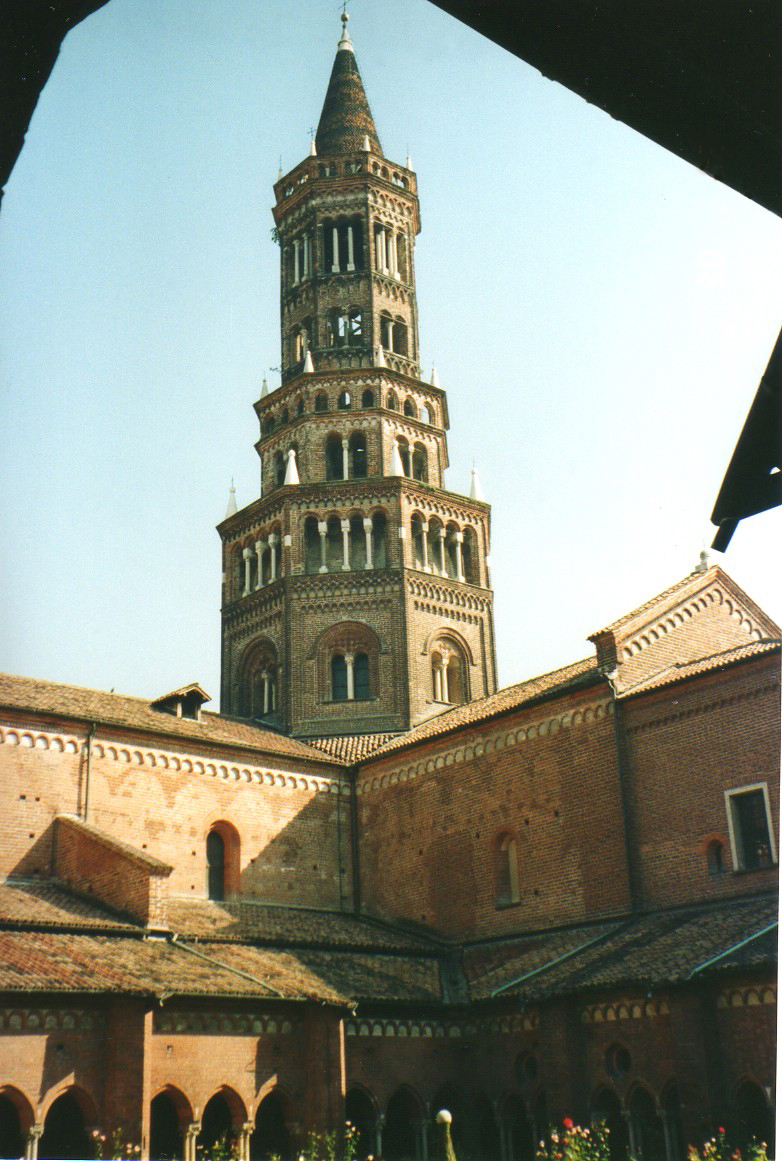
Vierungsturm (Tiburio)

Die Klosteranlage wird im Westen durch den Torbau abgeschlossen. Es schließen sich der Fremdenbau und die Frauenkapelle an. Vor der Abteikirche (Santa Maria Assunta) liegt ein großer Vorplatz. Die rund 63 m lange Kirche ist eine kreuzförmige Backsteinbasilika nach bernhardinischem Plan, die von dem gewaltigen, 56 m hohen achteckigen Vierungsturm mit vier sich verjüngenden Geschossen aus dem frühen 14. Jahrhundert überragt wird. Die Kirche hat einen rechteckigen Hauptchor und je drei gerade geschlossene Nebenkapellen an der Ostseite der seitlichen Querschiffsarme. Das Langhaus ist vierjochig mit Traveen auf massiven Rundpfeilern (wobei zunächst wohl ein Tonnengewölbe vorgesehen war), die Seitenschiffe schließen sich im gebundenen System an. Die Barockisierungen des 17. Jahrhunderts sind weitgehend wieder beseitigt worden. Die Konventsgebäude schließen sich südlich an die Kirche an. Im Osttrakt liegt der neunjochige Kapitelsaal, der im 16. Jahrhundert stark verändert worden ist. Im Südflügel liegt das gotische Refektorium. Der Konversenbau im Westflügel ist weitgehend verändert worden. Er war durch eine Klostergasse vom Kreuzgang abgetrennt. Der frühgotische Kreuzgang ist bis auf den neuen Südflügel erhalten. Er ist gegen Ende des 13. Jahrhunderts mit Rippengewölben überwölbt worden.

## Fresken in der Vierungskuppel
2010 wurden nach einer Renovierungszeit von zehn Jahren die Fresken der Kuppel wieder der Öffentlichkeit vorgestellt. Sie zeigen neben den Heiligen Girolamo, Augustin, Gregor und Ambrosius die vier Apostel, überspannt von einem sternenübersäten Himmel. Ferner sind Szenen aus der Marienlegende von der Krönung Mariens bis zur Verkündigung dargestellt. Der Stil der Fresken wird von manchen Fachleuten als der der Schule von Giotto bezeichnet.